# Urville-sur-Mer
Pour les articles homonymes, voir Urville.
Urville-sur-Mer ou Urville-près-la-Mer est une ancienne commune française du département de la Manche en baie de Sienne aujourd'hui hameau intégré associée à Regnéville-sur-Mer depuis la Révolution.

## Toponyme
Urville est un toponyme fréquent en Normandie puisque rien que dans le département de la Manche, on trouve Urville-Bocage et Urville-Hague. L'origine est sans doute la même avec le nom de personne germanique Uro, cité par Förstemann.

## Histoire
Urville fut l'asile le plus fixe dans cette région du Chevalier des Touches, chef de brigands chouans sous la Révolution, immortalisé par le romancier normand Barbey d'Aurevilly dans Le Chevalier Des Touches.
En 1795, Urville est intégrée au territoire de Regnéville-sur-Mer, situé au nord-ouest de son territoire. La commune de Grimouville, à l'ouest de Urville, est absorbée en même temps.

## Politique et administration
| Période | Période | Identité | Étiquette | Qualité |
| --- | ------- | -------- | --------- | ------- |
| Une partie des données est issue de liste établie par Jean Pouëssel issue de l'ouvrage "601 communes et lieux de vie de la Manche" |         |          |           |         |

## Démographie
| 1793 | - | - | - | - | - | - |
| ---- | - | - | - | - | - | - |
| 528  | - | - | - | - | - | - |

## Lieux et monuments
- Église Sainte-Étienne, dont l'origine remonte au XIIIe siècle[4], a conservé son mobilier en bois du XIXe, un maître-autel original de « Jésus prêchant », la maquette d'un terre-neuvas, une statue classée de la Vierge à l'Enfant et trois vitraux de l'atelier Mazuet.